# Adalet Partisi
Die Adalet Partisi (kurz AP, deutsch: Gerechtigkeitspartei) war eine politische Partei der Türkei.

## Geschichte
Die liberal-konservativ ausgerichtete Partei wurde 1961 gegründet und war ein Nachfolger der kurz vorher verbotenen Demokrat Parti von Adnan Menderes. Sie stellte unter Süleyman Demirel mehrmals die Regierung (von 1965 bis 1971, von 1975 bis 1977 und von 1979 bis 1980). Nach dem Militärputsch 1980 wurde sie verboten.
1983 wurde als Nachfolgeorganisation die Doğru Yol Partisi (DYP) gegründet, die sich seit 2007 nach dem ursprünglichen Namen Demokrat Parti nennt.

## Wahlergebnisse
- Wahl zur Nationalversammlung 1961: 34,8 %
- Wahl zur Nationalversammlung 1965: 52,9 %
- Wahl zur Nationalversammlung 1969: 46,5 %
- Wahl zur Nationalversammlung 1973: 29,8 %
- Wahl zur Nationalversammlung 1977: 36,9 %